# Aleksandra Gawęda
Aleksandra Lidia Gawęda (ur. 1961) – polska geolożka, profesor nauk o Ziemi.

## Życiorys
Po raz pierwszy na wyprawę geologiczną w Tatry wybrała się w latach 80. XX wieku. Ukończyła studia z geologii na Uniwersytecie Śląskim w Katowicach w 1986 roku. Stopnień doktora nauk przyrodniczych z geologii (specjalności: mineralogia, petrografia, geochemia) uzyskała na Uniwersytecie Śląskim w Katowicach w 1992 roku na podstawie pracy Mineralogia pegmatytów Tatr Zachodnich, jej promotorem był Kazimierz Kozłowski (zlecił jej pierwsze prace terenowe w Tatrach). Habilitowała się 26 stycznia 2010 roku w dziedzinie geologii (specjalność: petrologia i mineralogia) na podstawie pracy pt. Enklawy w granicie Tatr Wysokich na Uniwersytecie Śląskim w Katowicach. Uzyskała tytuł profesora nauk o ziemi 8 stycznia 2019 roku. Pracuje jako profesor w Instytucie Nauk o Ziemi Wydziale Nauk Przyrodniczych Uniwersytetu Śląskiego. Kierowała wieloma projektami badawczymi, w tym Prewaryscyjski rozwój masywu krystalicznegoTatr (2012–2016). Od 2012 r. zajmuje się badaniem odpadów przemysłowych. Realizowała projekt pt.: „Szlaki hutnicze cynku i ołowiu – poligon doświadczalny dla badań zachowania pierwiastków potencjalnie toksycznych w strukturach faz krystalicznych i ich interakcji ze środowiskiem” (2015–2018). Jest kierownikiem projektu Rekonstrukcja historycznych (V wiek p.n.e. – XIX wiek n.e.) metod wytopu metali na terenie Polski (2019–2024) finansowanego przez Narodowe Centrum Nauki. Aleksandra Gawęda jest współzałożycielką Towarzystwa Ekologicznego „Aktywne Zagłębie” z siedzibą w Będzinie.

## Dorobek naukowy
Wykazała m.in. odmienne (niż sugerowały wcześniejsze badania) datowanie tatrzańskich pegmatytów waryscyjskich. Publikowała artykuły naukowe m.in. w „Annales Societatis Geologorum Poloniae”, „European Journal of Mineralogy”, „Geodinamica Acta”, „Geologica Carpathica”, „Journal of Geosciences”, „Journal of Thermal Analysis and Calorimetry”, „Lithos”, „Marine and Petroleum Geology”, „Mineralogia Polonica”, „Mineralogy and Petrology”, „Neues Jahrbuch für Mineralogie – Abhandlungen”, Przeglądzie Geologicznym

### Publikacje książkowe
- Mineralogia pegmatytów Tatr Zachodnich (1992)[8]
- Alaskity Tatr Zachodnich: zapis wczesnowaryscyjskiej kolizji w prakontynencie Karpat (2001)[9]
- Badania warunków termicznych podhalańskiego systemu geotermalnego przy zastosowaniu nowej metody oksyreaktywnej analizy termicznej (OTA) i metod mineralogicznych (współautorka, 2004)[10]
- Enklawy w granicie Tatr Wysokich (2009)[11]
- Po graniach Tatr – przewodnik geologiczny dla turystów (2010)[12]